# Siekierki (Poméranie-Occidentale)
Pour les articles homonymes, voir Siekierki.
 (juillet 2025).
Si vous disposez d'ouvrages ou d'articles de référence ou si vous connaissez des sites web de qualité traitant du thème abordé ici, merci de compléter l'article en donnant les références utiles à sa vérifiabilité et en les liant à la section « Notes et références ».
Siekierki (en allemand : Zäckerick) est un village polonais de la gmina mixte de Cedynia, située dans le powiat de Gryfino en voïvodie de Poméranie-Occidentale. 

## Géographie
La localité se situe dans la région historique de Nouvelle-Marche, sur la rive droite de l'Oder qui délimite la frontière avec l'Allemagne. Siekierki se trouve à environ 45 km au sud-ouest de la ville Gryfino et 65 km au sud-ouest de la capitale régionale Szczecin.
L'ancienne gare de Siekierki se trouvait sur la ligne ferroviaire de Wriezen à Godków traversant la rivière Oder au nord-ouest du village. Abandonné depuis 1991, le pont est aujourd'hui destiné au trafic transfrontalier des piétons et cyclistes.

## Historique

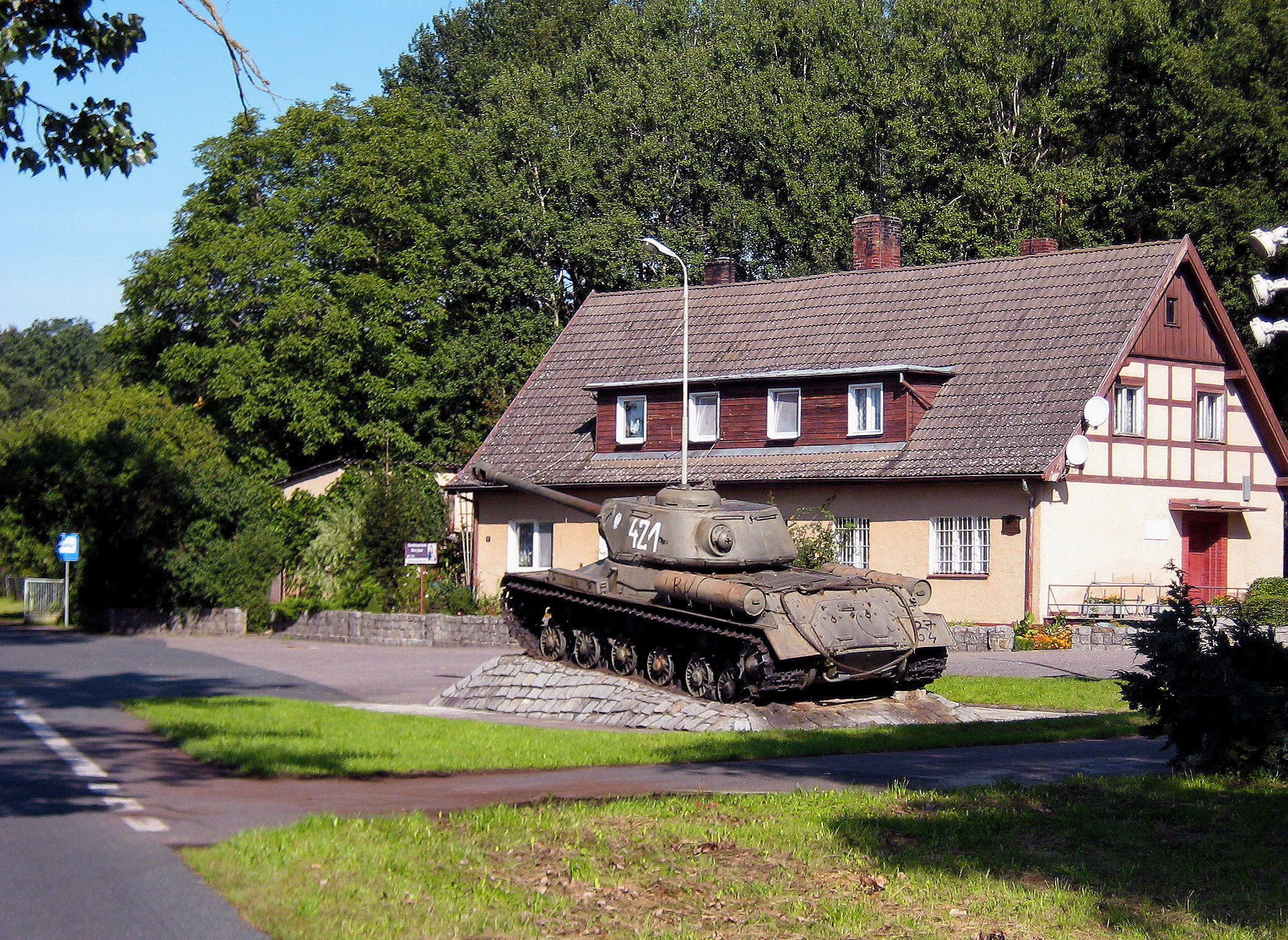
Mémorial de guerre.

Le lieu est mentionné pour la première fois en 1355, lorsque la région faisait partie de la marche de Brandebourg. Après le congrès de Vienne en 1815, il était incorporé dans le district de Francfort au sein de la province prussienne de Brandebourg.
Vers la fin de la Seconde Guerre mondiale, le village fut dévasté durant la offensive Vistule-Oder menée par l'Armée rouge. Après la guerre, par résolution de la conférence de Potsdam en 1945, la région sur la rive est de l'Oder est rattachée à la république de Pologne et les habitants allemands furent expulsés.